# لی گوجون
لی گوجون (انگلیسی: Li Guojun؛ زادهٔ ۲۱ مارس ۱۹۶۶) ورزشکار والیبال اهل چین است.
وی در مسابقات کشوری و بین‌المللی در مجموع برندهٔ ۲ مدال نقره، ۲ مدال برنز شده‌است.